# فولفغانغ كولهاسه
فولفغانغ كولهاسه (بالألمانية: Wolfgang Kohlhaase)‏ (و. 1931  م) هو كاتب سيناريو، ومخرج أفلام، وكاتب ألماني، ولد في برلين.

## التعليم
تعلم في برنامج الكتابة الدولي ‏.

## جوائز وترشيحات
حصل على جوائز منها:
- الجائزة التشريفية للفيلم الألماني  [لغات أخرى]‏ (2011)
- جائزة  غوته لبرلين  [لغات أخرى]‏ (1974)
- وسام الاستحقاق في براندنبورغ
- وسام الاستحقاق الوطني الفضي
- راية العمل [الإنجليزية]‏
- الجائزة الوطنية لجمهورية ألمانيا الديمقراطية
- وسام الصليب من رتبة استحقاق من جمهورية ألمانيا الاتحادية

ترشح لـ:
- جائزة الفيلم الألماني لأفضل سيناريو  [لغات أخرى]‏، عن عمل: ويسكي وفودكا  [لغات أخرى]‏ (2010)
- جائزة الفيلم الألماني لأفضل سيناريو  [لغات أخرى]‏، عن عمل: الصيف في برلين [الإنجليزية]‏ (2006)
- جائزة الفيلم الأوروبي لأفضل كاتب سيناريو، عن عمل: أسطورة ريتا [الإنجليزية]‏ (2000).

## وصلات خارجية
- فولفغانغ كولهاسه على موقع IMDb (الإنجليزية)
- فولفغانغ كولهاسه على موقع مونزينجر (الألمانية)
- فولفغانغ كولهاسه على موقع قاعدة بيانات الأفلام العربية
- فولفغانغ كولهاسه على موقع ألو سيني (الفرنسية)
- فولفغانغ كولهاسه على موقع أول موفي (الإنجليزية)
- فولفغانغ كولهاسه على موقع قاعدة بيانات الأفلام السويدية (السويدية)
- فولفغانغ كولهاسه على موقع ديسكوغز (الإنجليزية)
- فولفغانغ كولهاسه على موقع قاعدة بيانات الفيلم (الإنجليزية)
- فولفغانغ كولهاسه على موقع كينوبويسك (الروسية)